# Churning
Churning is een handelspraktijk waarbij men transacties, verkopen of dienstverlening verricht die in het belang van de verkoper of dienstverlener zijn in plaats van dat van de klant. Met andere woorden, men probeert kunstmatig zoveel mogelijk beloning-genererende feiten te creëren om de eigen omzet op te drijven. De praktijk is zeer controversieel en in veel gevallen wordt dit gezien als een oplichtingstruc en is churning verboden. De term heeft vooral in de financiële wereld een negatieve connotatie.

## Etymologie
Churning is een Engels leenwoord met de letterlijke betekenis "karnen", het bewerken van room of volle melk tot boter. Dit was vroeger saai en repetitief werk; men stond urenlang te stampen in een stootkarn. Het repetitieve karakter en het feit dat het lang duurde voor men resultaat zag en het dus als zinloos kon worden ervaren, heeft er waarschijnlijk toe geleid dat men de term ook is gaan gebruiken voor het herhaaldelijk nutteloze acties voor de klant uitvoeren om de omzet op te drijven.

## Voorbeelden
Hoewel churning in de financiele sector en de advocatuur het bekendst is, kan het in iedere branche voorkomen.Voorbeelden zijn:
- Een bank beheert een aandelenportfolio van een vermogend persoon en wordt per transactie betaald. De bank maakt nu misbruik van de beheersvolmacht om lukraak te kopen en verkopen in het portfolio, om zo extra commissies op te strijken.
- Een advocaat wordt per uur betaald, en factureert 6 uur voor het aanbrengen van nutteloze cosmetische wijzigingen in documenten.
- Een sms-aanbieder biedt tijdens het WK voetbal een sms-dienst aan. De aanbieder stuurt abonnees sms'jes om ze op te hoogte te houden van de stand van wedstrijden van het Nederlands of Belgisch elftal, tegen 1.50 euro per bericht. De klant verwacht een sms'je te krijgen als er een doelpunt is, maar krijgt in plaats daarvan iedere wedstrijdminuut een sms'je en dus een rekening van 135 euro.
- Een schoonmaakbedrijf wordt betaald om de stoep sneeuw- en ijsvrij te houden. Bij een halve graad vorst en luchtvochtigheid van 30 procent strooien ze onnodig emmers zout over de stoep om de "interventie" te kunnen factureren.
- Een ober brengt ongevraagd meer drankjes dan besteld, en klanten die aangeschoten en niet bij de pinken zijn, betalen de extra drankjes.
- Een trustkantoor laat haar klantvennootschappen boven op de normale diensten extra diensten afnemen, en achteraf krijgt de klant een hogere rekening en klachten worden gepareerd met de mededeling dat het werk echt nodig was om de vennootschap "in good standing" te houden.
- Een belastingadviseur regelt een teruggave van 50 euro voor de klant maar factureert deze voor 300 euro.
- Een telecombedrijf benadert klanten voor dure en onnodige wijzigingen in abonnementen.

## Juridische status
Churning wordt als onethisch gezien, en kan juridisch op verschillende manieren worden aangepakt:
- Een direct wettelijk verbod, gecodificeerd in bijvoorbeeld de Nederlandse wet op het financieel toezicht.
- Het is mogelijk dat de wetgeving ondernemingen gebiedt een regeling op te nemen tegen belangenverstrengeling. Churning is een voorbeeld van belangenverstrengeling en hiermee indirect verboden.
- Professionele organisaties kunnen churning verbieden, direct dan wel indirect als onderdeel van best practises tegen belangenverstrengeling.
- Toezichthouders kunnen nadere regels tegen churning instellen.

Wanneer er een verbod geldt, kan men de rekening betwisten en eventueel naar de toezichthouder of rechter stappen. 
Daar waar niets is geregeld, is het uitgangspunt vaak dat er sprake is van een geldige transactie die gewoon betaald moet worden. Klanten kunnen eventuele overmatige facturering eventueel alsnog betwisten:
- Wanneer het contract vereist dat de klant van tevoren toestemming geeft voor extra diensten en dit niet is gebeurd;
- Wanneer een klant expliciet heeft aangegeven de extra levering of dienst niet te willen en dit toch is gedaan;
- Wanneer de klant kan aantonen dat het bedrijf misleidend heeft gehandeld;
- Wanneer de klant onrechtmatig handelen kan aantonen, bijvoorbeeld een intern emailtje dat per ongeluk naar de klant is gelekt en waarop indicaties staan die op churning duiden.

Hoofdregel is echter dat het contract gewoon gevolgd moet worden en de levering of dienst dus gewoon betaald. Klanten kunnen zich hiertegen indekken door te eisen dat het contract transparant is en bovengrenzen stelt. Ook kunnen ze ervoor kiezen om vaste tarieven te eisen of naar een dienstverlener over te stappen die vaste tarieven hanteert. Wel kan churnen leiden tot reputatieschade bij ondernemingen, en extra juridische kosten voor het innen van betwiste rekeningen.